# LOVE IS ALL (徳永英明の曲)
「LOVE IS ALL」（ラヴ イズ オール）は、1991年9月5日にリリースされた德永英明の12枚目のシングル。

## 解説
「Wednesday Moon」から5ヶ月ぶりのシングル。月桂冠のCMソング。
オリコンチャートにおいては「夢を信じて」「壊れかけのRadio」に次ぐ、自身3番目のセールス（35.4万枚）を記録している。

## 収録曲
作詞・作曲：德永英明,編曲：佐藤準
1. LOVE IS ALL　（5:05）
2. 負けるな　（5:05）
3. LOVE IS ALL　No Vocal Edition （5:05）

## 主な収録アルバム
- Revolution
- INTRO.II
- Ballade of Ballade
- シングルコレクション (1986〜1991)
- BEAUTIFUL BALLADE
- SINGLES BEST